# Nicolò Morlupino
Nicolò Morlupino (1528 – 1570) è stato un poeta italiano.

## Biografia
Della vita non si sa molto; nato tra Gemona del Friuli e Tolmezzo, viveva a Venzone. Era notaio a Tolmezzo.

## La poesia
Scrisse poesie friulane e in quella lingua forse anche un componimento più lungo, cioè una traduzione o un'imitazione, dell'Odissea di Omero. Componeva con l'anima dei burleschi, come il Berni, e di quella del Berni la sua poesia aveva il sapore; va ricordato che il Berni aveva rapporti con il Friuli e che in quella terra risiedeva anche Mauro d'Arcano, che del Berni era amico ed apprezzato imitatore. Son rime piene d'ironia e al tempo stesso di sentimento, tutte colorate da uno spirito schietto, vigoroso e paesano, qui diversamente dal Berni, che era più cittadino. Per esempio, si consideri la franchezza di questa lode d'una donna: slisote si ch'un glîr,/ inculuride si ch'un mêl cjargnel ( liscia come un ghiro,/ colorata come una mela di Carnia).